# Some Kind of Monster (film)
Pour les articles homonymes, voir Some Kind of Monster.
Pour plus de détails, voir Fiche technique et Distribution.
Some Kind of Monster, renommé Metallica, dans l'intimité d'un monstre lors de sa diffusion sur Arte, du nom de la chanson éponyme éditée en 2003 par Metallica, est le nom d'un documentaire de 2004 sur le groupe.
Ce qui commence comme un simple documentaire sur la réalisation de l'album St. Anger prend une tournure plus personnelle par l'exploration des problèmes relationnels des membres du groupe les uns avec les autres et des conflits lors du processus d'écriture.
Le documentaire, filmé en format 4:3, montre de nombreux enregistrements de studios et des extraits de concert.

## Synopsis
Metallica est obligé de se remettre en cause, quand James Hetfield quitte brusquement le groupe pour entrer en cure de désintoxication. Les managers de Metallica embauchent alors un "coach d'amélioration de performances" Phil Towle, pour aider le groupe à mieux s'entendre, en tant qu'amis, partenaires et êtres humains. Towle est souvent à tort appelé le "thérapeute", depuis qu'il a lui-même révoqué son diplôme, « pour essayer de convaincre les clients à continuer leur traitement ». Quand les membres de Metallica décident qu'ils n'ont plus besoin du "Thérapeute" et qu'ils le disent à Phil Towle, il essaie de les convaincre qu'ils ont encore besoin de lui : « Nous avons encore quelques questions [de confiance] que je crois que nous devons régler ».
Les fans de Metallica notent particulièrement la "lutte de pouvoir" perçue entre Hetfield et le batteur Lars Ulrich - meilleurs amis pendant près de deux décennies, qui commencent enfin à se comprendre. Dans l'une des plus mémorables scènes du film, Ulrich confesse que le besoin d'Hetfield de tout contrôler lui pèse, même quand Hetfield n'est pas présent (Hetfield critiquait le travail du groupe sur certains morceaux même quand il n'était pas présent). La scène se termine par Hetfield qui commence à regretter ses paroles lorsque son meilleur ami lui hurle nez à nez « FUCK! ». Le 2 avril 2004, un rush du film fut monté au Gateway Theatre à Chicago, IL, où la scène du « FUCK » est plus longue. Ulrich crie en fait « FUCK! » plusieurs fois au visage d'Hetfield, plutôt qu'une seule fois dans la version finale, qui fut distribuée dans les salles de cinéma, en 2004. Cette scène fut probablement modifiée à cause de la nature de son contenu et ne figure ni dans les "Scènes Coupées" ni ailleurs dans le contenu du DVD.
Dans le film peuvent être entendus de nombreux morceaux de chansons non édités. La seule chanson que l'on peut entendre entièrement et qui ne figure pas sur l'album St. Anger est la chanson "Temptation".

## Répercussions
L'appréciation des fans à propos du film fut divisée. Beaucoup applaudirent, louant le groupe d'avoir le courage de se montrer de manière aussi naturelle, sans la prétention associée aux vedettes millionnaires du rock. D'autres fans tournèrent le film en dérision, estimant que le groupe n'était que des vedettes peu sures d'elles-mêmes, luttant pour venir à bout de leur âge et de leur maturité.
Une controverse a éclaté quand des séquences de Dave Mustaine ont été intégrées dans le film. Mustaine, l'ancien guitariste solo de Metallica, qui fut renvoyé du groupe au début des années 1980 pour toxicomanie, en vient presque aux larmes à propos de son dégoût d'être toujours second dans Metallica. Mustaine protesta contre l'utilisation de cette séquence sans son accord. Il déclara également qu'il avait un jour espéré collaborer avec le groupe, avec lequel il avait de nombreux conflits sur la propriété de certaines chansons de Metallica. Cependant, Mustaine croyait que le groupe et plus particulièrement le batteur Lars Ulrich, avait commis là une « trahison finale ».

## Fiche technique
- Réalisation : Joe Berlinger et Bruce Sinofsky
- Photographie : Robert Richman
- Montage : Doug Abel, M. Watanabe Milmore et David Zieff
- Musique : Metallica
- Producteur : Curt Marvis et Jeff Richter
- Distribution : Paramount
- Langue : Anglais
- Amg : 1:295811
- Récompense : Flanders International Film Festival : Audience Award for Best Documentary
- 1 : Independent Spirit Award : Best documentary

## Casting
Note: Ce film fut doublé en français sous forme de voice-over à l'occasion de sa diffusion sur Arte le 4 mai 2008
Metallica
- James Hetfield (VF : Patrick Béthune) : Chant, guitare
- Lars Ulrich (VF : Guillaume Lebon) : batterie
- Kirk Hammett (VF : Bernard Gabay) : guitare

Anciens membres
- Dave Mustaine : Ancien guitariste du groupe, exclu en 1983.
- Cliff Burton (images d'archives) : Ancien bassiste du groupe, décédé en 1986.
- Jason Newsted : Ancien bassiste du groupe, qui partit en 2001.

Autres
- Bob Rock (VF : Eric Herson-Macarel) : Producteur du groupe et bassiste studio
- Cliff Burnstein et Peter Mensch : Les managers du groupe.
- Phil Towle : le thérapeute engagé par le groupe.

Les prétendants au poste de bassiste
- Robert Trujillo (Ozzy Osbourne)
- Twiggy Ramirez (Marilyn Manson, A Perfect Circle)
- Danny Lohner (Nine Inch Nails)
- Pepper Keenan (Corrosion of Conformity)
- Mike Inez (Alice in Chains)
- Scott Reeder (Kyuss, The Obsessed)
- Chris Wyse (The Cult, Mick Jagger)
- Eric Avery (Alanis Morissette, Garbage)